# 金正淑 (韓國)
金正淑（韩语： Gim Jung-suk，1954年11月25日—），是韓國前任第一夫人、前總統文在寅的妻子，亦是韓國的一名聲樂家。1981年，她與在慶熙大學讀書期間相識的文在寅結婚，並於2017年文在寅當選第19任韓國總統後成為第一夫人。她的支持者们称她为“愉快的正淑”。

## 簡歷

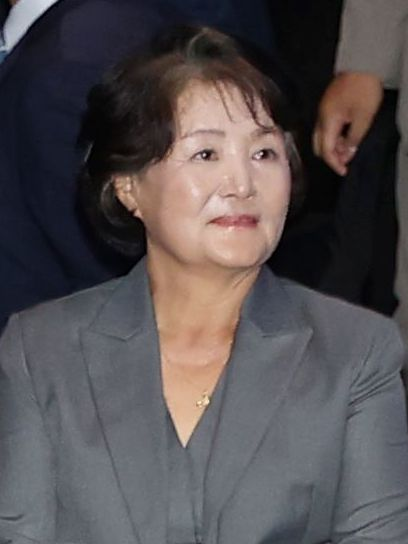
2024年的金正淑

金正淑於1954年於首爾特別市鍾路區出生。父母则原本在首尔东大门广藏市场运营一家韩服店，因父亲身体不适，搬去江华岛疗养。她在与文在寅结婚当时，还在江华岛上运营一牧场。在淑明女子中學及淑明女子高等學校完成中學教育。1974年，她獲慶熙大學的聲樂系录取，並於讀書生涯中邂逅了文在寅。在大學畢業後，她在首爾市立合唱团中工作，其後於1981年與文在寅結婚。在文在寅通過司法考試以後，他們遷移到釜山生活。
2017年5月，文在寅勝出第19屆大韓民國總統選舉後，於同年5月10日就任韓國第一夫人，為2013年前總統李明博的夫人金潤玉卸任後，職位懸空4年後（朴槿惠未婚並且本身是女性總統）的第二位第一夫人，也是韓國建國69年後，首位出生於建國後的正任第一夫人。

## 学历
- ~ 1970年: 淑明女子中学
- ~ 1973年: 淑明女子高等学校
- 1974年 ~ 1978年: 庆熙大学 声乐系 学士

## 履历
- 首尔市立合唱团 团员
- 2017年5月10日 ~ 2022年5月9日：第19任 大韓民國第一夫人

## 个人轶事
当时她与文在寅的求婚很有意思。文在寅和朋友在一起时，金正淑先找来对文在寅说“在寅啊，你要不要和我结婚，快说”，文在寅则慌慌张张的说道“知道了”，接受了求婚。
金正淑本人认为“第一夫人”这个称呼带有权威主义的意味，因此通过青瓦台相关人士向记者们传达，比起“第一夫人”，“女士”的称呼更好一些。

## 荣誉

### 外国勋章奖章
- 功绩大十字勋章（挪威，2019年6月12日颁发[4]）
- 民事功绩大十字勋章（西班牙语：Orden del Mérito Civil (España)）（西班牙，2021年6月8日批准[5]）